# Vryses (Apokoronas)
Vryses (griechisch Βρύσες (f. sg.)), auch Vrisses (griechisch Βρύσσες), ist ein Dorf auf der griechischen Insel Kreta und gleichzeitig Verwaltungssitz der Gemeinde Apokoronas.
Vryses liegt am Fuße der Weißen Berge (Lefka Ori) auf einer Höhe von 62 Metern. Es liegt 16 km östlich von Chania, an der Kreuzung der Nationalstraße Chania – Rethymnon – Iraklio und der Provinzstraße, die nach Sfakia führt. Drei Flüsse fließen durch das Dorf. Das Dorf in dem Gemeindebezirk Kryonerida hat eine Bevölkerung von 740 Einwohnern nach der Volkszählung von 2011; mit den Siedlungen Filippos und Gethim Metochi insgesamt 794 Einwohner.
Am Neujahrstag 2010 verzeichnete das Nationale Observatorium Athen in Vryses eine Höchsttemperatur von 30,4 °C, was die höchste jemals in Griechenland gemessene Januartemperatur darstellt.